# Marketingová strategie Pixaru
Pixar Animation Studios je nejstarší společností zabývající se počítačovou animací v rámci celovečerních animovaných filmů i krátkých filmů. Společnost také vyvíjí svůj vlastní software pro počítačovou animaci s názvem RenderMan. Společnost Pixar Animation Studios vznikla v roce 1979 a od té doby ušla dlouhou cestu. Ze začátku se jednalo pouze o malou skupinku grafických designerů, kteří patřili pod společnost Lucasfilm. V roce 1986 Pixar odkoupil Steve Jobs a společnost se tak stala nezávislou. O několik let později, konkrétně v roce 2006 se Pixar stal součástí velké korporace Walt Disney Studios. V současnosti je Pixar jedno z nejúspěšnějších studií na světě. Společnost produkuje originální filmy se skvělým příběhem, což mu zajišťuje dobré recenze kritiků a také zasloužené příjmy. Společnost má na kontě 15 úspěšných filmů, kdy 8 z nich vyhrálo filmovou cenu Oscar a 14 z nich patří do 50 nejvýdělečnějších filmů na světě.

## Porterův model pěti sil

### Intenzita konkurence v odvětví
Konkurence v odvětví animovaných filmů je velmi intenzivní. Na trhu působí mnoho velkých společností jako je DreamWorks Animation, Illumination, Warner Bros., 20th Century Fox a mnoho dalších. Dalším faktorem, který zvyšuje intenzitu konkurenčního boji v odvětví, je fakt, že produkt, kterým je animovaný film, a jeho cena jsou prakticky totožné s konkurencí.
Nicméně, díky dlouholeté historii a zkušenostem v oboru společně s výhodou první společnosti na trhu, je Pixar o něco napřed oproti jejím konkurentům. Navíc Pixar je velmi inovativní v produkci animovaných filmů s originálními příběhy a také ve vývoji svého animačního software RenderMan, který je považován za standard v odvětví s animovanými filmy. Při porovnání Pixaru s jeho největším rivalem, společností DreamWorks Animation, Pixar vyhrává v mnoha oblastech. Jde například o počet pozitivních asociací spojených s animovanými filmy, kvalitu daných filmů nebo jejich tržby v kinech.

### Riziko vstupu nových konkurentů na trh
Je skoro nemožné vstoupit na trh s animovanými filmy ve Spojených státech, protože je zde příliš mnoho překážek například ve formě počátečních nákladů nebo potřebných vyspělých technologií. Dlouholetá hodnota značky je v tomto oboru také velmi důležitá. Pro nově vstupující společnosti by bylo velmi těžké bojovat s již zavedenými značkami. Co se týče Pixaru, společnost má mnoholeté zkušenosti, znalosti a dobrou reputaci v oboru. Vlastní software RenderMan a důležité distribuční články. Investuje mnoho peněz do marketingu, buduje zábavní parky, vyrábí hračky, vyrábí počítačové hry a vytváří své vlastní televizní stanice a pořady. Vše výše zmíněné přináší Pixaru velký vliv a moc a proto je těžké něco takového překonat.

### Hrozba substitutů
Co se týče rizika hrozby substitutů, to je velmi vysoké, protože v tomto odvětví je jich mnoho. Jedná se o jakýkoliv druh zábavy, jako jsou například televizní pořady, počítačové hry, tematické parky a atrakce, internet a sociální média nebo také klasické filmy. Navíc v budoucnosti může být těchto substitutů daleko vice díky rychlému vývoji nových technologií. Dalším faktorem, který toto riziko zvyšuje, jsou nízké přestupní náklady. Dále ceny lístků se každoročně zvyšují, tím pádem lidé se mohou jednoduše rozhodnout pro jinou levnější zábavu než návštěva kina. Výsledkem je také to, že počet prodaných lístků a tržby kin klesají čím dál více 
Nicméně, největší hrozbou pro trh animovaných filmů jsou online streamovací služby jako je Netflix, Amazon nebo Hulu a nelegální stahování filmů, což přináší méně zisků společnostem. Stahování filmů je vzrůstající trend, který se podaří zastavit jedině díky nově vydaným přísným zákonům. 

### Vyjednávací síla dodavatelů
Vyjednávací síla dodavatelů není tak vysoká, protože v odvětví s animovanými filmy jich je mnoho a není potřeba žádný specifický. Tím pádem je pro společnost značně jednoduché změnit dodavatele, pokud jiný nabízí nižší cenu nebo produkty a služby lepší kvality. Další faktorem, co tuto sílu snižuje je to, že Pixar vlastní mnoho svých dodavatelů díky tomu, že patří pod Walt Disney Studios. Určitou vyjednávací sílu mohou mít dabéři a muzikanti podílející se na animovaných filmech, nicméně tato síla může být velmi lehce omezena pomocí nejrůznějších smluv výhodných pro Pixar.      

### Vyjednávací síla odběratelů
V případě Pixaru je síla odběratelů vysoce závislá také na počtu substitutů a intenzitě konkurence v daném odvětví. V tomto případě mají zákazníci velkou vyjednávací sílu, protože mohou lehce přejít k jinému druhu zábavy vzhledem k zanedbatelným rozdílům v cenách. Navíc, každoročně je produkováno více a více animovaných filmů a zákazník si tak může vybrat animovaný film konkurenční společnosti. Dalším faktorem, který zvyšuje vyjednávací sílu zákazníků, je to, že Pixar produkuje podstatně méně filmů než jeho rivalové. Společnost vydává jeden film ročně, tím pádem většina jeho příjmů a reputace je závislá pouze na již zmíněném jediném filmu. Všechny předešlé faktory tak zvyšují vyjednávací sílu a vliv zákazníků na velmi vysoký stupeň.      

## Hodnotový řetězec

### Primární činnosti
Produkce:  Pro Pixar je důležitý každý detail při produkci filmu od dlouhého procesu vytváření příběhu, propracování všech charakterů do hloubky k technologickým procesům, které jsou vylepšovány každým novým filmem.
Distribuce:  Jak již bylo zmíněno výše, Pixar disponuje poměrně mnoha distribučními články díky tomu, že patří pod společnost Walt Disney Studios. Nicméně na to jak jsou v tomto odvětví důležité, nepřináší Pixaru žádnou konkurenční výhodu. Z tohoto důvodu by měla společnost rozšířit a vylepšit svou distribuční síť a přizpůsobit se tak zejména technologickým inovacím na trhu ve formě nových streamovacích médiích.
Marketing:  Pixar si za tu dobu, co působí v průmyslu animovaných filmů, vybudoval velmi dobrou reputaci a tím pádem i silnou a vlivnou značku. To vše díky svým 15 úspěšným filmům jak z hlediska plynoucích příjmů, ale i oblíbenosti u kritiků a diváků.

### Sekundární činnosti
Řízení lidských zdrojů: V Pixaru lze najít velmi unikátní pracovní prostředí vycházející ze zakořeněné firemní kultury, organizační struktury, principů a procesů společně s mnoholetou zkušeností v oboru, což vytváří velkou konkurenční výhodu pro společnost. Pixar klade důraz na každého jednotlivého zaměstnance, podporuje je v kreativním myšlení, týmové spolupráci, komunikaci a zpětné vazbě. Každý zaměstnanec je také neustále podporován v průběžném vzdělávání na univerzitě patřící společnosti Pixar.  
Technologie: Díky vysokým investicím do výzkumu a vývoje nových technologií a neustálé inovaci je RenderMan software brán jako standard v odvětví animovaných filmů a to již přes 25 let a velkým dílem se tak podílí na úspěchu všech filmů od Pixaru. 

### Shrnutí
Pokud jde o Pixar a jeho alokaci zdrojů, společnost má v každé sekci hodnotového řetězce umístěn nejméně jeden zdroj. Nejvíce zdrojů se nachází v sekci Řízení lidských zdrojů. Nicméně ne vždy je efektivní mít tolik zdrojů v sekci, která není brána jako klíčová v daném odvětví. V případě odvětví animovaných filmů se jedná o produkci a distribuci. V sekci produkce má Pixar ty správné zdroje, avšak co se týče distribuce, zde bude potřeba mít více těchto zdrojů. Jedině tak si společnost může udržet svoji pozici na trhu.   

## SWOT analýza

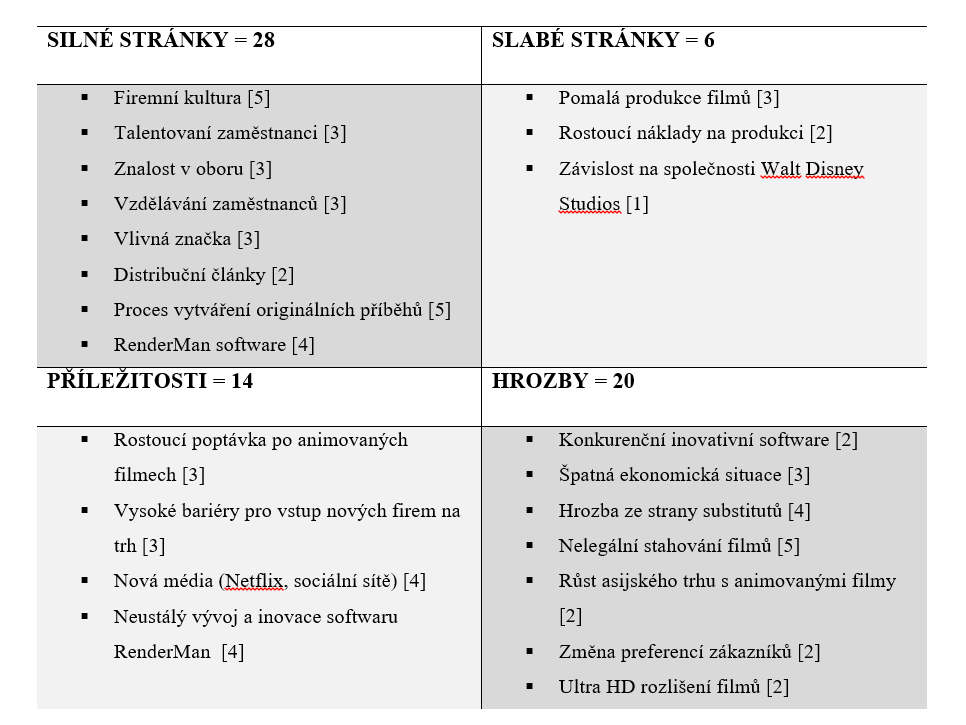
Swot analýza Pixaru

Na základě výsledků Swot analýzy, lze konstatovat, že Pixar má mnoho silných stránek ve formě velmi významných zdrojů pro dané odvětví. Zatím se společnosti daří tyto zdroje využívat velmi dobře ve svůj prospěch a tak, aby byly maximalizovány dostupné příležitosti. Dobrým příkladem je software RenderMan pro vytváření vizuálních efektů a animací. Tento software je na trhu již mnoho let a společně s každou technologickou inovací je vylepšován a přizpůsobován velmi dynamického technologickému prostředí. Co se týče slabých stránek, těch má Pixar jenom pár a podle ohodnocení každé z nich, neovlivňují úspěch ani zisky společnosti.
U příležitostí a hrozeb je to odlišné. Na trhu s animovanými filmy je jen málo příležitostí, nicméně vzrůstající poptávka po animovaných filmech společně se vznikem nových médií vytvářejí pro Pixar příznivé podmínky. Pokud jde o hrozby, v daném odvětví se nachází mnoho rizik, které mohou společnost ovlivnit. Vzhledem k velmi dynamickému prostředí, není překvapením, že je jich mnoho. Největšími z nich jsou nelegální stahování filmů, nebo také hrozba ze strany substitutů a konkurenčních společností. Všechny zmíněné hrozby by mohly ovlivnit stávající pozici Pixaru na trhu.